# Eintracht Frankfurt 1985-1986
Questa voce raccoglie le informazioni riguardanti l'Eintracht Frankfurt nelle competizioni ufficiali della stagione 1985-1986.

## Stagione
Nella stagione 1985-1986 l'Eintracht Francoforte, allenato da Dietrich Weise, concluse il campionato di Bundesliga al 15º posto. In Coppa di Germania l'Eintracht Francoforte fu eliminato al primo turno dal Kaiserslautern.

## Rosa
| N. |                     | Ruolo | Calciatore            |
| -- | ------------------- | ----- | --------------------- |
|    | Germania (bandiera) | P     | Hans-Jürgen Gundelach |
|    | Germania (bandiera) | P     | Jürgen Pahl           |
|    | Germania (bandiera) | D     | Thomas Berthold       |
|    | Germania (bandiera) | D     | Manfred Binz          |
|    | Germania (bandiera) | D     | Hans-Peter Boy        |
|    | Germania (bandiera) | D     | Alexander Conrad      |
|    | Germania (bandiera) | D     | Norbert Fruck         |
|    | Germania (bandiera) | D     | Charly Körbel         |
|    | Germania (bandiera) | D     | Armin Kraaz           |
|    | Germania (bandiera) | D     | Klaus Theiss          |
|    | Germania (bandiera) | C     | Ralf Falkenmayer      |
|    | Germania (bandiera) | C     | Dieter Kitzmann       |

| N. |                      | Ruolo | Calciatore     |
| -- | -------------------- | ----- | -------------- |
|    | Germania (bandiera)  | C     | Andreas Möller |
|    | Germania (bandiera)  | C     | Thomas Reubold |
|    | Germania (bandiera)  | C     | Josef Sarroca  |
|    | Germania (bandiera)  | C     | Ralf Sievers   |
|    | Svezia (bandiera)    | C     | Jan Svensson   |
|    | Germania (bandiera)  | C     | Martin Trieb   |
|    | Germania (bandiera)  | A     | Uwe Bühler     |
|    | Germania (bandiera)  | A     | Alex Caspary   |
|    | Germania (bandiera)  | A     | Holger Friz    |
|    | Germania (bandiera)  | A     | Harald Krämer  |
|    | Australia (bandiera) | A     | Dave Mitchell  |
|    | Germania (bandiera)  | A     | Uwe Müller     |

## Organigramma societario
Area tecnica
- Allenatore: Dietrich Weise
- Allenatore in seconda: Timo Zahnleiter
- Preparatore dei portieri:
- Preparatori atletici:

## Calciomercato

### Sessione estiva
| Acquisti | Acquisti        | Acquisti       | Acquisti |
| R.       | Nome            | da             | Modalità |
| -------- | --------------- | -------------- | -------- |
| C        | Dieter Kitzmann | Kaiserslautern |          |
| A        | Uwe Bühler      | Karlsruhe      |          |
| A        | Dave Mitchell   | Rangers        |          |
| C        | Josef Sarroca   | VfR Bürstadt   |          |
| D        | Klaus Theiss    | Karlsruhe      |          |

| Cessioni | Cessioni          | Cessioni            | Cessioni |
| R.       | Nome              | a                   | Modalità |
| -------- | ----------------- | ------------------- | -------- |
| D        | Bogusław Kwiecien | Bayreuth            |          |
| C        | Thomas Kroth      | Amburgo             |          |
| C        | Jürgen Mohr       | Saarbrücken         |          |
| A        | Cezary Tobollik   | Vikt. Aschaffenburg |          |

### Sessione invernale
| Acquisti | Acquisti | Acquisti | Acquisti |
| R.       | Nome     | da       | Modalità |
| -------- | -------- | -------- | -------- |

| Cessioni | Cessioni | Cessioni | Cessioni |
| R.       | Nome     | a        | Modalità |
| -------- | -------- | -------- | -------- |

## Risultati

### Bundesliga

#### Girone di andata
| Arbitro: | Matheis |

|                   |           |                   |
| Allofs 64’ (rig.) | Marcatori | 72’ (rig.) Theiss |

| Arbitro: | Assenmacher |

|            |           |             |
| Krämer 83’ | Marcatori | 4’ Eckstein |

| Arbitro: | Heitmann |

|  |           |            |
|  | Marcatori | 65’ Krämer |

| Francoforte sul Meno 31 agosto 1985, ore 15:30 CEST 4ª giornata | Eintracht Francoforte | 0 – 0 referto | Waldhof Mannheim | Waldstadion (18 000 spett.)\| Arbitro: \| Weber \| |
| Arbitro:                                                        | Weber                 |               |                  |                                                    |

| Arbitro: | Horeis |

|                     |           |            |
| Kuntz 54’ Kempe 83’ | Marcatori | 27’ Krämer |

| Arbitro: | Umbach |

|                   |           |                |
| Theiss 43’ (rig.) | Marcatori | 10’ Eðvaldsson |

| Arbitro: | Wahmann |

|                  |           |          |
| Theiss 5’ (rig.) | Marcatori | 51’ Geye |

| Arbitro: | Dellwing |

|                                                      |           |                         |
| Falkenmayer 48’ (aut.) Hrubesch 64’ Wegmann 88’, 89’ | Marcatori | 28’ Berthold 90’ Bühler |

| Arbitro: | Föckler |

|          |           |  |
| Friz 48’ | Marcatori |  |

| Arbitro: | Bruch |

|                                                  |           |  |
| Kutzop 21’ (rig.) Pezzey 46’ Ordenewitz 71’, 83’ | Marcatori |  |

| Arbitro: | Schmidhuber |

|             |           |           |
| Sievers 27’ | Marcatori | 5’ Criens |

| Arbitro: | Broska |

|                              |           |  |
| Wohlfarth 15’, 82’ Lerby 63’ | Marcatori |  |

| Arbitro: | Werner |

|            |           |                  |
| Theiss 87’ | Marcatori | 50’ Sigurvinsson |

| Arbitro: | Osmers |

|                          |           |            |
| Täuber 20’ Thon 40’, 44’ | Marcatori | 43’ Theiss |

| Arbitro: | Matheis |

|             |           |                                 |
| Sarroca 34’ | Marcatori | 66’ Baier 89’ Surmann 90’ Reich |

| Arbitro: | Pauly |

|                |           |                     |
| Jambo 21’, 84’ | Marcatori | 4’ Friz 72’ Sarroca |

| Arbitro: | Uhlig |

|                                 |           |  |
| Sievers 37’ Friz 48’ Krämer 86’ | Marcatori |  |

#### Girone di ritorno
| Arbitro: | Zimmermann |

|                      |           |                            |
| Friz 4’ Kitzmann 17’ | Marcatori | 52’ Allofs 81’ (rig.) Bein |

| Arbitro: | Weber |

|                                                               |           |                        |
| Güttler 29’ Philipkowski 39’ Grahammer 62’ (rig.) Brunner 70’ | Marcatori | 25’ (rig.) Falkenmayer |

| Arbitro: | Horeis |

|                       |           |  |
| Friz 69’ Berthold 90’ | Marcatori |  |

| Ludwigshafen am Rhein 1º febbraio 1986, ore 15:30 CET 21ª giornata | Waldhof Mannheim | 0 – 0 referto | Eintracht Francoforte | Südweststadion (10 000 spett.)\| Arbitro: \| Ahlenfelder \| |
| Arbitro:                                                           | Ahlenfelder      |               |                       |                                                             |

| Arbitro: | Barnick |

|                   |           |  |
| Theiss 52’ (rig.) | Marcatori |  |

| Arbitro: | Föckler |

|                |           |  |
| Guðmundsson 6’ | Marcatori |  |

| Arbitro: | Kautschor |

|            |           |              |
| Melzer 24’ | Marcatori | 82’ Kitzmann |

| Arbitro: | Theobald |

|                       |           |                 |
| Körbel 5’ Sarroca 60’ | Marcatori | 22’ (rig.) Zorc |

| Arbitro: | Matheis |

|                     |           |  |
| Patzke 32’ Waas 84’ | Marcatori |  |

| Arbitro: | Broska |

|  |           |                         |
|  | Marcatori | 71’ Hermann 90’ Okudera |

| Arbitro: | Werner |

|          |           |             |
| Rahn 88’ | Marcatori | 27’ Sievers |

| Arbitro: | Heitmann |

|                              |           |                          |
| Falkenmayer 12’ Svensson 35’ | Marcatori | 60’ Hoeneß 78’ Wohlfarth |

| Arbitro: | Wahmann |

|                            |           |                   |
| Pašić 3’ Nushöhr 7’ (rig.) | Marcatori | 72’ (rig.) Theiss |

| Arbitro: | Gächter |

|                                       |           |  |
| Kitzmann 30’ Svensson 44’ Sarroca 82’ | Marcatori |  |

| Hannover 17 aprile 1986, ore 20:00 CEST 32ª giornata | Hannover 96 | 0 – 0 referto | Eintracht Francoforte | Niedersachsenstadion (4 000 spett.)\| Arbitro: \| Uhlig \| |
| Arbitro:                                             | Uhlig       |               |                       |                                                            |

| Arbitro: | Ahlenfelder |

|            |           |                                 |
| Körbel 56’ | Marcatori | 15’ Szesni 51’ Mohr 88’ Blättel |

| Arbitro: | Schütte |

|              |           |  |
| Schröder 88’ | Marcatori |  |

### Coppa di Germania
| Arbitro: | Ermer |

|                                 |           |             |
| Brehme 33’ Allofs 81’ Trunk 84’ | Marcatori | 7’ Berthold |

## Statistiche

### Statistiche di squadra
| Competizione      | Punti | In casa | In casa | In casa | In casa | In casa | In casa | In trasferta | In trasferta | In trasferta | In trasferta | In trasferta | In trasferta | Totale | Totale | Totale | Totale | Totale | Totale | DR  |
| Competizione      | Punti | G       | V       | N       | P       | Gf      | Gs      | G            | V            | N            | P            | Gf           | Gs           | G      | V      | N      | P      | Gf     | Gs     | DR  |
| ----------------- | ----- | ------- | ------- | ------- | ------- | ------- | ------- | ------------ | ------------ | ------------ | ------------ | ------------ | ------------ | ------ | ------ | ------ | ------ | ------ | ------ | --- |
| Bundesliga        | 28    | 17      | 6       | 8       | 3       | 23      | 18      | 17           | 1            | 6            | 10           | 12           | 31           | 34     | 7      | 14     | 13     | 35     | 49     | -14 |
| Coppa di Germania | -     | 0       | 0       | 0       | 0       | 0       | 0       | 1            | 0            | 0            | 1            | 1            | 3            | 1      | 0      | 0      | 1      | 1      | 3      | -2  |
| Totale            | 28    | 17      | 6       | 8       | 3       | 23      | 18      | 18           | 1            | 6            | 11           | 13           | 34           | 35     | 7      | 14     | 14     | 36     | 52     | -16 |

### Andamento in campionato
| Giornata  | 1 | 2 | 3 | 4 | 5  | 6  | 7  | 8  | 9  | 10 | 11 | 12 | 13 | 14 | 15 | 16 | 17 | 18 | 19 | 20 | 21 | 22 | 23 | 24 | 25 | 26 | 27 | 28 | 29 | 30 | 31 | 32 | 33 | 34 |
| --------- | - | - | - | - | -- | -- | -- | -- | -- | -- | -- | -- | -- | -- | -- | -- | -- | -- | -- | -- | -- | -- | -- | -- | -- | -- | -- | -- | -- | -- | -- | -- | -- | -- |
| Luogo     | T | C | T | C | T  | C  | C  | T  | C  | T  | C  | T  | C  | T  | C  | T  | C  | C  | T  | C  | T  | C  | T  | T  | C  | T  | C  | T  | C  | T  | C  | T  | C  | T  |
| Risultato | N | N | V | N | P  | N  | N  | P  | V  | P  | N  | P  | N  | P  | P  | N  | V  | N  | P  | V  | N  | V  | P  | N  | V  | P  | P  | N  | N  | P  | V  | N  | P  | P  |
| Posizione | 6 | 8 | 6 | 7 | 12 | 11 | 13 | 12 | 10 | 11 | 11 | 13 | 13 | 14 | 16 | 15 | 13 | 14 | 15 | 14 | 13 | 10 | 12 | 12 | 11 | 12 | 12 | 13 | 14 | 14 | 12 | 11 | 13 | 15 |

Legenda:

Luogo: C = Casa; T = Trasferta. Risultato: V = Vittoria; N = Pareggio; P = Sconfitta.

### Statistiche dei giocatori
| Giocatore      | Bundesliga | Bundesliga | Bundesliga  | Bundesliga | Coppa di Germania | Coppa di Germania | Coppa di Germania | Coppa di Germania | Totale   | Totale | Totale      | Totale     |
| Giocatore      | Presenze   | Reti       | Ammonizioni | Espulsioni | Presenze          | Reti              | Ammonizioni       | Espulsioni        | Presenze | Reti   | Ammonizioni | Espulsioni |
| -------------- | ---------- | ---------- | ----------- | ---------- | ----------------- | ----------------- | ----------------- | ----------------- | -------- | ------ | ----------- | ---------- |
| T. Berthold    | 25         | 2          | 5           | 0          | 1                 | 1                 | 0                 | 0                 | 26       | 3      | 5           | 0          |
| M. Binz        | 2          | 0          | 0           | 0          | 0                 | 0                 | 0                 | 0                 | 2        | 0      | 0           | 0          |
| H. Boy         | 1          | 0          | 0           | 0          | 0                 | 0                 | 0                 | 0                 | 1        | 0      | 0           | 0          |
| U. Bühler      | 15         | 1          | 2           | 0          | 1                 | 0                 | 0                 | 0                 | 16       | 1      | 2           | 0          |
| A. Caspary     | 12         | 0          | 4           | 0          | 0                 | 0                 | 0                 | 0                 | 12       | 0      | 4           | 0          |
| A. Conrad      | 8          | 0          | 1           | 0          | 0                 | 0                 | 0                 | 0                 | 8        | 0      | 1           | 0          |
| R. Falkenmayer | 28         | 2          | 3           | 0          | 0                 | 0                 | 0                 | 0                 | 28       | 2      | 3           | 0          |
| H. Friz        | 25         | 5          | 2           | 0          | 0                 | 0                 | 0                 | 0                 | 25       | 5      | 2           | 0          |
| N. Fruck       | 7          | 0          | 0           | 0          | 0                 | 0                 | 0                 | 0                 | 7        | 0      | 0           | 0          |
| H. Gundelach   | 31         | 0          | 1           | 0          | 1                 | 0                 | 0                 | 0                 | 32       | 0      | 1           | 0          |
| D. Kitzmann    | 18         | 3          | 2           | 0          | 0                 | 0                 | 0                 | 0                 | 18       | 3      | 2           | 0          |
| A. Kraaz       | 16         | 0          | 2           | 1          | 1                 | 0                 | 0                 | 0                 | 17       | 0      | 2           | 1          |
| H. Krämer      | 23         | 4          | 2           | 0          | 1                 | 0                 | 0                 | 0                 | 24       | 4      | 2           | 0          |
| B. Kwiecien    | 6          | 0          | 0           | 0          | 1                 | 0                 | 1                 | 0                 | 7        | 0      | 1           | 0          |
| C. Körbel      | 33         | 2          | 6           | 0          | 1                 | 0                 | 0                 | 0                 | 34       | 2      | 6           | 0          |
| D. Mitchell    | 3          | 0          | 0           | 0          | 0                 | 0                 | 0                 | 0                 | 3        | 0      | 0           | 0          |
| A. Möller      | 1          | 0          | 0           | 0          | 0                 | 0                 | 0                 | 0                 | 1        | 0      | 0           | 0          |
| U. Müller      | 21         | 0          | 2           | 0          | 1                 | 0                 | 0                 | 0                 | 22       | 0      | 2           | 0          |
| J. Pahl        | 4          | 0          | 0           | 0          | 0                 | 0                 | 0                 | 0                 | 4        | 0      | 0           | 0          |
| T. Reubold     | 2          | 0          | 0           | 0          | 0                 | 0                 | 0                 | 0                 | 2        | 0      | 0           | 0          |
| J. Sarroca     | 28         | 4          | 3           | 0          | 1                 | 0                 | 0                 | 0                 | 29       | 4      | 3           | 0          |
| R. Sievers     | 33         | 3          | 5           | 0          | 1                 | 0                 | 0                 | 0                 | 34       | 3      | 5           | 0          |
| J. Svensson    | 30         | 2          | 6           | 1          | 1                 | 0                 | 0                 | 0                 | 31       | 2      | 6           | 1          |
| K. Theiss      | 28         | 7          | 1           | 0          | 1                 | 0                 | 0                 | 0                 | 29       | 7      | 1           | 0          |
| M. Trieb       | 18         | 0          | 2           | 1          | 0                 | 0                 | 0                 | 0                 | 18       | 0      | 2           | 1          |